# Лунар орбітер — 3
Лунар орбітер — 3 — космічний корабель, запущений НАСА в 1967 році в рамках програми Lunar Orbiter. Він був розроблений в основному для фотографування ділянок місячної поверхні для підтвердження безпечних місць посадки для місій «Сервеєр» і «Аполлон». Він також був обладнаний для збору селенодетичних даних, даних про інтенсивність радіації та вплив мікрометеороїдів.

## Підсумок місії

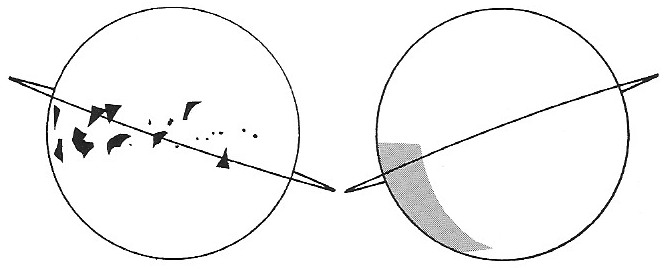
Орбіта космічного корабля та фотозйомка на ближній (ліворуч) і дальній (праворуч) сторонах

Космічний корабель був розміщений на цисмісячній траєкторії та виведений на еліптичну навколоекваторіальну орбіту Місяця 8 лютого о 21:54 UT. Орбіта становила 210,2 × 1 801,9 км із нахилом 20,9° й періодом 3 години 25 хвилин. Після чотирьох днів (25 обертів) відстеження орбіта була змінена на 55 × 1847 км. Космічний корабель отримав фотодані з 15 по 23 лютого 1967 року, а зчитування тривало до 2 березня 1967 року. Механізм просування плівки показав нестабільну поведінку протягом цього періоду, що призвело до рішення розпочати зчитування кадрів раніше запланованого. Кадри успішно зчитувалися до 4 березня, коли двигун просування плівки згорів, в результаті чого близько 25 % кадрів на приймальній бобіні не можна було прочитати.
Загалом було повернуто 149 кадрів середньої роздільної здатності та 477 кадрів високої роздільної здатності. Кадри були відмінної якості з роздільністю до 1 м. У комплект входив кадр місця посадки «Сервеєр-1», що давало змогу визначити розташування космічного корабля на поверхні. Орбітальний апарат сфотографував місце майбутньої посадки «Аполлона-14», включаючи кратер Конус. Були отримані точні дані з усіх інших експериментів протягом місії. Космічний корабель використовувався для відстеження, поки він не врізався в поверхню Місяця за командою на 14,3° пн. ш., 97,7° зх. д. (селенографічні координати) 9 жовтня 1967 року.
| Фотодослідження Місяця:              | Оцінка посадочних місць «Аполлона» та «Сервеєра»          |
| Детектори метеороїдів :              | Виявлення мікрометеороїдів у місячному середовищі         |
| Дозиметри на основі йодистого цезію: | Радіаційне середовище на шляху до Місяця та поблизу нього |
| Селенодезія :                        | Гравітаційне поле та фізичні властивості Місяця           |